# Galassia Girasole
La Galassia Girasole (conosciuta anche come M 63 o NGC 5055) è una galassia a spirale visibile nella costellazione boreale dei Cani da Caccia; fu scoperta nel 1779 da Pierre Méchain, collega e amico del Messier e che collaborò alla stesura del celebre catalogo.

## Osservazione

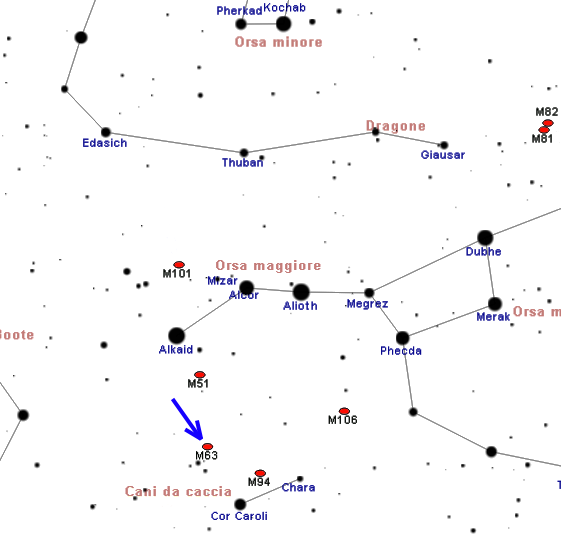
Mappa per individuare M63.

M63 si trova con una certa facilità, 1,5° a nord della concatenazione di stelle composta da 19, 20, 23 CVn, a loro volta 3° a NE di Cor Caroli; può essere individuata senza difficoltà anche con un binocolo in notti particolarmente nitide, in cui si mostra come una macchia diffusa senza condensazione. Un telescopio amatoriale da 60-80mm la mostra come una chiazza estesa per alcuni primi d'arco piuttosto appariscente, mentre l'alone diventa visibile in un riflettore da 150mm; il nucleo diventa quasi di aspetto granuloso in un 300mm, mentre diventano visibili anche i due bracci, come delle estensioni leggere del nucleo stesso a WNW e a ESE.
La declinazione di questa galassia è piuttosto settentrionale: infatti si presenta circumpolare da molte regioni dell'emisfero boreale, come l'Europa centro-settentrionale e parte del Nordamerica; dall'emisfero australe invece è possibile osservarla fino alle latitudini temperate medie, fin quasi all'Argentina centro-meridionale. Il periodo migliore per la sua osservazione nel cielo serale è quello compreso fra gennaio e agosto.

## Storia delle osservazioni
Charles Messier afferma nel 1779 che M63 sia stata osservata per la prima volta da Pierre Méchain; mentre la inserisce nel suo catalogo, la descrive come una nebulosa debole senza stelle e subito invisibile al minimo segno di qualunque disturbo luminoso. William Herschel la indica al contrario come molto brillante, estesa in senso NW-SE e della lunghezza di 9-10' e dal nucleo appariscente. Il primo a notarne una struttura a spirale fu invece Lord Rosse.

## Caratteristiche
La galassia Girasole è una spirale del tipo Sb o Sc, che mostra un irregolare disegno a spirale; apparentemente sembra formare un gruppo fisico con la Galassia Girandola, la Galassia Vortice e molte altre galassie minori; potrebbe appartenere al Gruppo di M101 (sottogruppo di M51). Il nome proprio girasole è dovuto al grandissimo numero di segmenti di spirali che circondano il nucleo, ben avvolte attorno ad esso e pervase da un gran numero di nubi di polvere interstellare; la massa totale della galassia sarebbe compresa fra le 80 e le 140 miliardi di masse solari, con un diametro di 90000 anni luce, ossia simile a quello della nostra Via Lattea. La distanza è stimata sui 37 milioni di anni luce e si allontana da noi alla velocità di 580 km/s.
Nel maggio del 1971 è stata osservata fra i suoi bracci una supernova di tipo Ia, che raggiunse la magnitudine apparente 11,8.

### Libri
- (EN) Stephen James O'Meara, Deep Sky Companions: The Messier Objects, Cambridge University Press, 1998, ISBN 0-521-55332-6.

### Carte celesti
- Toshimi Taki, Taki's 8.5 Magnitude Star Atlas, su geocities.jp, 2005. URL consultato il 7 novembre 2010 (archiviato dall'url originale il 5 novembre 2018). - Atlante celeste liberamente scaricabile in formato PDF.
- Tirion, Rappaport, Lovi, Uranometria 2000.0 - Volume I - The Northern Hemisphere to -6°, Richmond, Virginia, USA, Willmann-Bell, inc., 1987, ISBN 0-943396-14-X.
- Tirion, Sinnott, Sky Atlas 2000.0 - Second Edition, Cambridge, USA, Cambridge University Press, 1998, ISBN 0-933346-90-5.
- Tirion, The Cambridge Star Atlas 2000.0, 3ª ed., Cambridge, USA, Cambridge University Press, 2001, ISBN 0-521-80084-6.